# آلبرتو پالوسکی
آلبرتو پالوسکی (ایتالیایی: Alberto Paloschi؛ زادهٔ ۴ ژانویهٔ ۱۹۹۰) بازیکن فوتبال اهل ایتالیا است.
از باشگاه‌هایی که در آن بازی کرده‌است می‌توان به میلان، پارما، جنوآ، کیه‌وو، سوانزی سیتی، آتالانتا، اسپال و کالیاری اشاره کرد.